# Музыкальные вечера Осора
Музыкальные вечера Осора (хорв. Osorske glazbene večeri) — хорватский фестиваль классической музыки, который проходит в историческом городе Осор, на острове Црес в заливе Кварнер. Он был основан в 1976 году Даниэлем Марушичем, известным хорватским телевизионным и оперным режиссёром, который занимал пост его художественного и исполнительного директора до самой своей смерти в 2009 году. Первоначальная миссия фестиваля заключалась в том, чтобы оживлять Осор в летний период и создать площадку для исполнения произведений преимущественно классических и современных хорватских композиторов. Хотя в первые десятилетия в рамках фестиваля проводились конференции, театральные и оперные постановки, а также художественные выставки, ныне Музыкальные вечера Осора состоят исключительно из музыкальной программы, включающей в себя классическую и современную классическую музыку, а иногда средневековую и электронную музыку. Роль главного концертного зала выполняет церковь Успения Пресвятой Богородицы конца XV века (бывший кафедральный собор Осора), также задействуются и другие концертные площадки, такие как главная площадь в Осоре и место археологических раскопок церкви Святого Петра. За выдающийся вклад в области классической музыки в Хорватии фестиваль был объявлен национальным в 2011 году. Среди признанных на мировом уровне музыкантов, выступавших на Музыкальных вечерах Осора, можно выделить группу «L'Arpeggiata» с Кристиной Плюхар, Джованни Соллиму, Диану Халлер, Ренату Покупич и Александра Марковича.
За последние 40 лет в Осоре было впервые исполнено около 300 новых композиций, многие из которых были созданы по заказу организаторов фестиваля или посвящены Осору. Главная фестивальным заказом стала трилогия Осора: «Реквием Осора» (Борис Папандопуло, 1978), «Мистерия Осора» (Борис Папандопуло, 1979) и «Плач Осора» (Берислав Шипуш, 2009) для солистов, смешанного хора и камерного оркестра. Первое единое исполнение этой трилогии на 37-м музыкальном вечере Осора было записано «Радио и телевидением Хорватии» и выпущено в виде тройного DVD в 2013 году. О первых трёх десятилетиях истории фестиваля подробно рассказывается в книге Доди Команова «Arkadija hrvatske glazbe: 30 godina festivala Osorske glazbene večeri» («Аркадия хорватской музыки: 30 лет музыкальных вечеров в Осоре»), опубликованная при поддержке организаторов фестиваля в 2006 году.